# S Leonis Minoris
S Leonis Minoris är en pulserande variabel av Mira Ceti-typ i stjärnbilden Lilla lejonet. 
Stjärnan varierar mellan visuell magnitud +7,5 och 14,3 med en period av 233,83 dygn.